# Mandoline (instrument)

Jongen met mandoline
- Guglielmo Plüschow (1907).

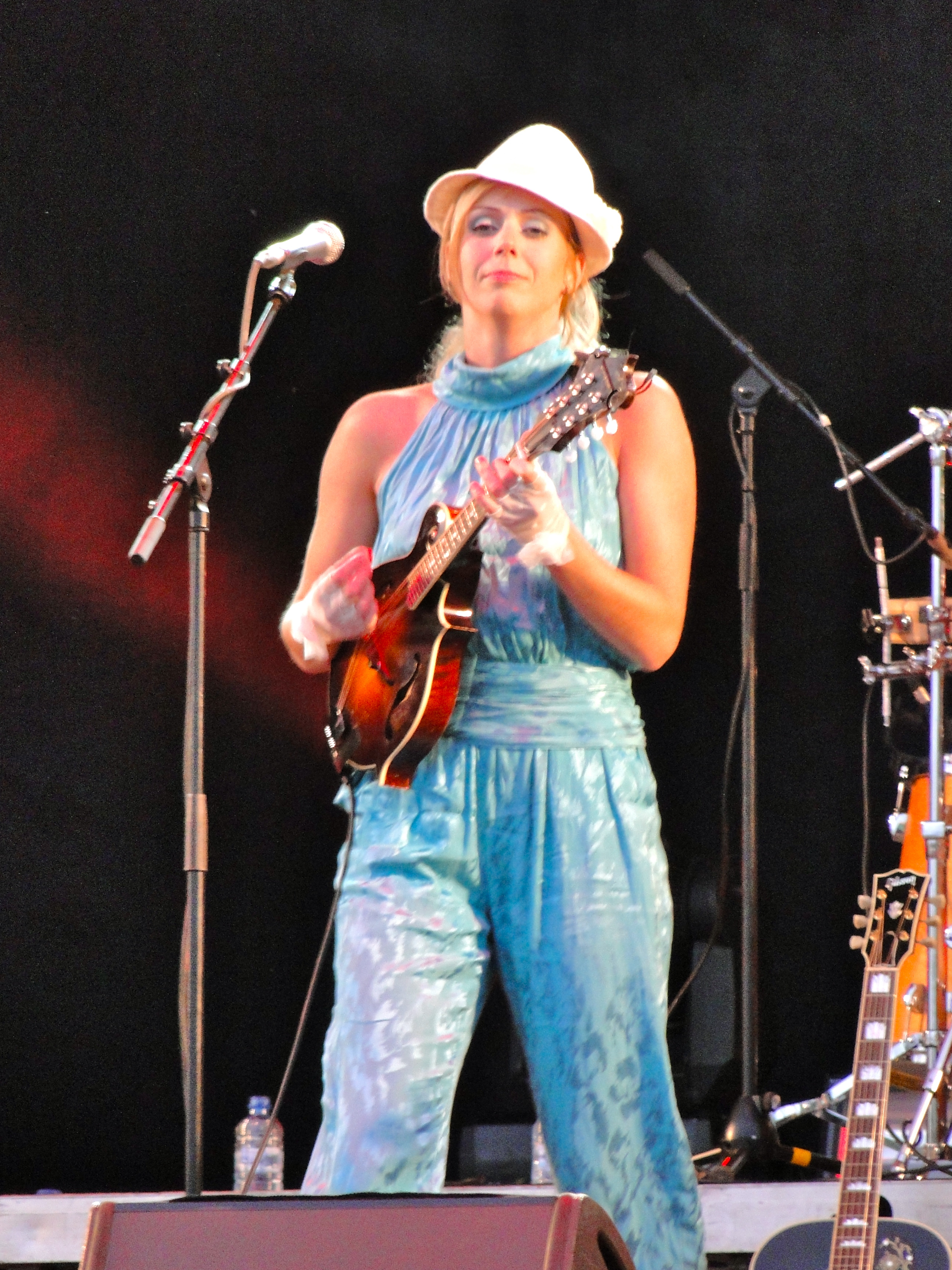
Turid Jørgensen van de Noorse band Katzenjammer bespeelt de (bluegrass)mandoline

De mandoline is een snaarinstrument. De mandoline wordt bespeeld met een plectrum. Het instrument is dubbelkorig en heeft acht snaren die twee aan twee hetzelfde gestemd zijn als bij een viool, dus van laag naar hoog: g - d' - a' - e".
Pas eind van de 19e eeuw wordt op de mandoline de tremolotechniek gebruikt, door het plectrum snel over de dubbele snaren heen en weer te bewegen. Op deze manier kunnen lang aangehouden tonen (sostenuto) gesuggereerd worden.

## Geschiedenis
De mandoline is op het einde van de 17de eeuw in Italië ontstaan, en behoort tot de luitfamilie. De chitarra morisca (Moorse gitaar) zou de oudste voorloper geweest zijn, peervormig en met bolle rug, door de Moren geïntroduceerd in Zuid-Europa.
In de 15e eeuw is er naast de pandura (zie ook bandurria) ons een 'mandora' bekend. In de 17e eeuw vindt men nieuwe benamingen terug zoals 'mandol(l)a', 'mandolino' en 'armandolino' voor de nieuwe varianten met wisselende aantallen snaren.
De 17e-eeuwse, dubbel besnaarde en in kwarten gestemde mandolino is het meest verspreid en pas na 1700 nemen twee met metaal besnaarde mandoline types, de Romeinse en Napolitaanse, hun plaats in naast hun voorloper, de mandolino. Deze twee nieuwe types zijn gestemd zoals de viool: sol re la mi (van de 4e naar 1e snaar) en worden, in tegenstelling tot de met de vingers bespeelde mandolino, met de schacht van een vogelveer aangetokkeld.
Tot de bekendste barokwerken voor mandoline behoren het Concerto in C groot RV 425 voor mandoline, strijkers en basso continuo en het Concerto in G groot RV 532 voor 2 mandolines, strijkers en basso continuo van Antonio Vivaldi. Ook Beethoven waagde zich eraan. En in de Zevende symfonie, in de tweede Nachtmusik, van Gustav Mahler is de mandoline een essentiële klankkleur.
Mandolinebouwers die het Napolitaanse mandoline type bouwden, waren o.a. leden van de familie Vinaccia. De bekende vioolbouwer Antonio Stradivarius heeft naast zijn befaamde violen ook nog de met darm besnaarde mandolinos gebouwd. Rond 1900 waren de beste bouwers te vinden in Italië: Carlo Curti, Giovanni Battista Maldura, Luigi Embergher (1856-1943) , Giovanni De Santis Pasquale Vinaccia en Raffaele Calace. In het begin van de 20e eeuw worden hoogwaardige composities geschreven voor de mandoline variërend van solomandoline tot concerten met orkestbegeleiding. Componisten als Gustav Mahler, Arnold Schönberg, Willem Pijper, Percy Grainger, Sergej Prokofjev en Daniël Ruyneman gebruikten het instrument in hun werken.
Sinds deze bloeiperiode is de mandoline eigenlijk nooit weggeweest van het muziektoneel, componisten als George Crumb, John Adams, Elliott Carter, Hans Werner Henze, Goffredo Petrassi en Peter Maxwell Davies gebruikten het instrument in hun muziek.
Wel is er een toenemende interesse waar te nemen voor het instrument, resulterend in nieuw geschreven mandolineconcerten van Martijn Padding ("eight metal strings" geschreven voor Martine Sikkenk), Avner Dorman (Mandolin Concerto geschreven voor de Israëlische mandolinist Avi Avital), Victor Kioulaphides (Mandolin Concerto en Like a dream) en John Craton (5 mandolineconcerten, waarvan 1 een concert voor twee mandolines en orkest opgedragen aan Marianne Timmerman-Hollander en geschreven voor Sebastiaan de Grebber en Ferdinand Binnendijk).

## Concerten voor mandoline
| Componist                       | Titel                                                             | Uitgever       |
| ------------------------------- | ----------------------------------------------------------------- | -------------- |
| Martijn Padding (geb. 1956)     | Eight Metal Strings                                               | Donemus        |
| John Craton (geb. 1953)         | Mandolin Concerto #1 in D Minor                                   | Wolfhead Music |
| John Craton (geb. 1953)         | Mandolin Concerto #2 in D Major                                   | Wolfhead Music |
| John Craton (geb. 1953)         | Mandolin Concerto #3 in E Minor                                   | Wolfhead Music |
| John Craton (geb. 1953)         | Mandolin Concerto #4 in G Major                                   | Wolfhead Music |
| John Craton (geb. 1953)         | Concerto for two Mandolins & Orchestra ("Rromane Bjavela")        |                |
| Josef Bardanashvili (geb. 1948) | Mandolin Concerto (2009)                                          |                |
| Josef Bardanashvili (geb. 1948) | The passed train for mandolin, clarinet and strings (2012)        |                |
| Victor Kioulaphides (geb. 1961) | Like a dream...                                                   |                |
| Victor Kioulaphides (geb. 1961) | Mandolin Concerto                                                 |                |
| Avner Dorman (geb. 1975)        | Mandolin Concerto (2006)                                          |                |
| Sean Hickey (geb. 1970)         | Concerto for mandolin and ensemble (2010)                         |                |
| Menachim Wiesenberg             | Concerto for mandolin and chamber orchestra (2010)                |                |
| Sergei Abir                     | Double Concerto for Klezmer-clarinet, mandolin and strings (2007) |                |
| Federico Gardella               | Concerto for mandolin and symphonic orchestra (2007)              |                |
| Matan Porat                     | Madrigals for mandolin and strings (2009)                         |                |

## Lijst van klassiek mandolinisten
- Raffaele Calace
- Hendrik Smits jr.
- Frans De Groodt
- Effendi Ketwaru sr.

## Lijst van mandolinisten in de popmuziek
- Paul McCartney
- Rory Gallagher
- Eddie Vedder
- Kevin Jonas
- Levon Helm
- Peter Buck
- 3JS
- Alex Lifeson
- Jimmy Page
- John Paul Jones
- Robbie van Leeuwen
- Marcus Mumford
- Willie P. Bennett

## Lijst van mandolinisten in de jazz
- Jethro Burns
- Don Stiernberg

## Lijst van mandolinisten in de blues
- Rich Del Grosso

## Mandolinefamilie
Tot de moderne mandolinefamilie behoren van (klein naar groot):
- mandoline
- mandola
- mandoloncello

Zeldzamere mandolinetypes zijn:
- altmandoline
- liuto cantabile
- mandolone
- quartino
- terzino
- mandolinetto

Een combinatie van deze instrumenten wordt gebruikt in het mandolineorkest. In Nederland zie je dat het mandolineorkest soms aangevuld wordt met accordeon.
Nauw verwant aan de mandoline is de mandolinebanjo.

## Bluegrassmandoline
Sinds de jaren 40 neemt de mandoline een prominente plaats in in de Amerikaanse muziek. Mandolinist Bill Monroe legde de basis voor bluegrass: een blijvende akoestische stroming naast de meer en meer elektrische (en 'pop'-) georiënteerde countrymuziek. De bouw en klank van de typische bluegrassmandoline is geschikter voor de wat agressievere en vrijere speelstijl. Ook virtuoos David Grisman leverde met zijn 'dawg'-music (een kruising tussen bluegrass en de stringband jazz van Django Reinhardt en Stéphane Grappelli) een belangrijke bijdrage aan de ontwikkeling van eigentijdse, niet-klassieke mandolinemuziek.
De bluegrassmandoline lijkt op de daaruit ontwikkelde (en niet andersom zoals wel wordt verondersteld) archtop-jazzgitaar. In bouwwijze is deze gelijk aan een viool met een gestoken, gewelfd voor- en achterblad en gebogen zijkanten. De klank is hierdoor steviger, warmer en meer van een 'houten' karakter dan van de luitvormige mandolines. Het patent op deze bouwwijze van mandolines berustte bij Orville Gibson, die hiermee zijn carrière begon als bouwer van snaarinstrumenten.
De ultieme bluegrassmandolines zijn de modellen A-5 (een prototype) en F-5 van de Gibsonfabriek uit de periode 1920-1925. Het ontwerp hiervan is van Lloyd Loar, de hoofdontwerper van Gibson in die dagen.
Tegenwoordig worden zeer goede kopieën (en verder verbeterde modellen) gemaakt door o.a. Steven Gilchrist uit Australië.